# Derek Hanekom

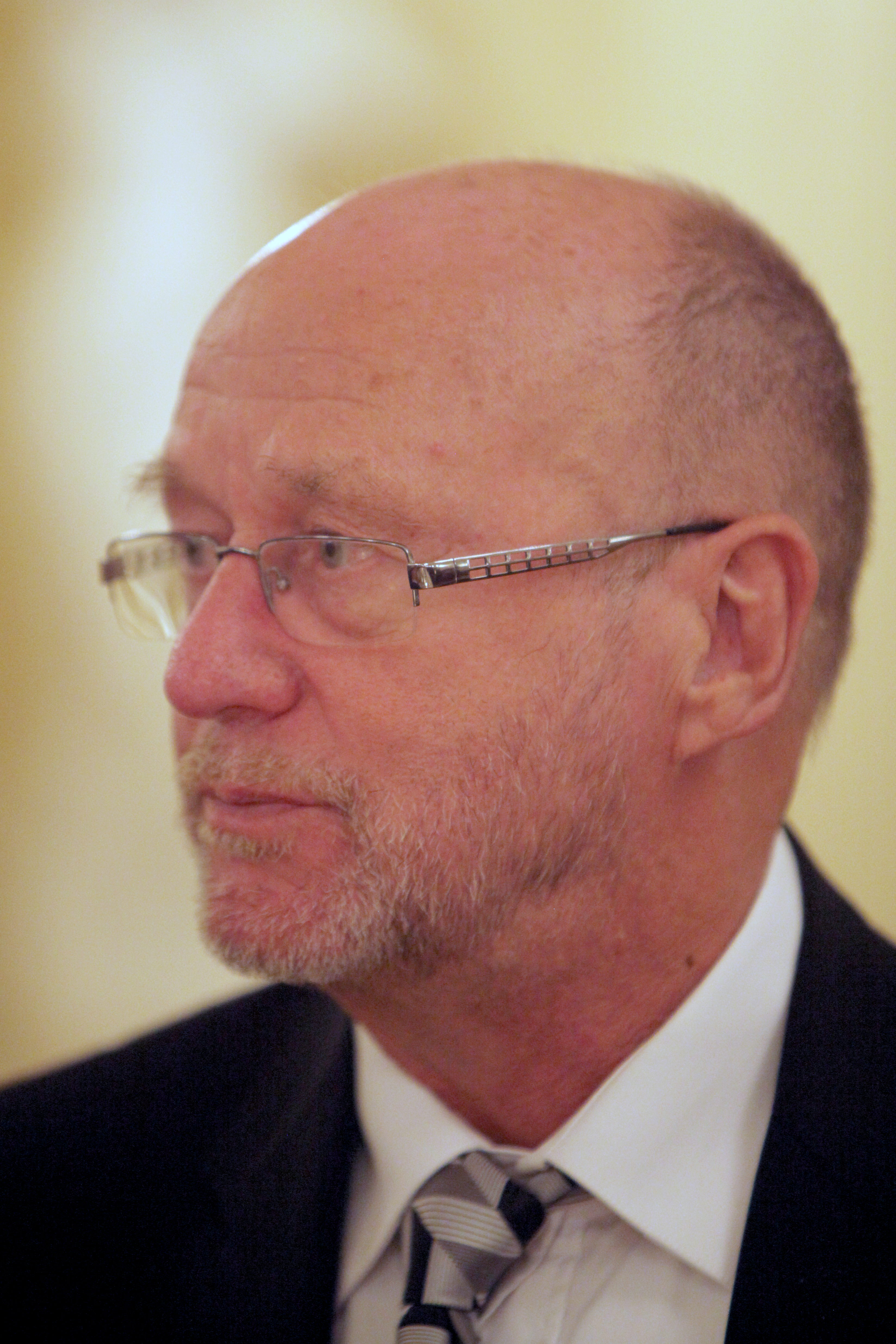
Derek Andre Hanekom

Derek Andre Hanekom (* 13. Januar 1953 in Kapstadt) ist ein südafrikanischer Politiker des African National Congress (ANC), der unter anderem von 1994 bis 1996 Minister für Landangelegenheiten, zwischen 1996 und 1999 Minister für Landwirtschaft und Landangelegenheiten, von 2012 bis 2014 Minister für Wissenschaft und Technologie sowie zwischen 2014 und 2017 Tourismusminister war. 2018 bis 2019 war er abermals als Tourismusminister eingesetzt.

## Leben
Hanekom kam mit zwei weiteren Geschwistern in der Familie von Sheila Mary und Alfonso Hanekom in Kapstadt zur Welt. Sein Vater arbeitete als Angestellter im Groote Schuur Hospital. Die Familie war politisch interessiert. Der Vater unterstützte zunächst die Nasionale Party. Nach Inkrafttreten des Group Area Act in 1950 änderte sich dessen Haltung. Der Vater nahm gegenüber der Apartheidpolitik eine kritische Haltung ein. Derek Hanekom wuchs zweisprachig auf. Seine Mutter sprach Englisch und sein Vater Afrikaans.
Hanekom besucht die German Primary School sowie die Hoërskool Jan van Riebeeck in Kapstadt, die er 1970 mit seinem Matric abschloss. Danach begann er im 3rd South African Infantry Battalion in Potchefstroom seinen Militärdienst bei den Streitkräften SADF (South African Defence Force). Während dieser Zeit war er für zwei Monate in Katima Mulilo (Südwestafrika) stationiert. Nach Beendigung seines Wehrdienstes und bis zu seiner Immatrikulation an der Universität Stellenbosch im Jahre 1972 war Hanekom mit Gelegenheitsarbeiten tätig. Er begann in Stellenbosch ein Jurastudium, das er nach 6 Monaten beendete.
Im Anschluss war Hanekom als Arbeiter in Bauunternehmen, Fabriken sowie Farmen im Ausland tätig. Zur Neuorientierung seines Lebenswegs verließ er Südafrika, um in Großbritannien andere berufliche Erfahrungen zu sammeln. Dort war er als Arbeiter in Hastings und danach in Battle als Tankstellenwärter tätig. Danach reiste er auf Einladung eines Verwandten in die Vereinigten Staaten. Hier erwarb er berufliche Erfahrungen im Kohlebergbau als Truckfahrer und als Arbeiter in anderen Bereichen dieses Sektors.
Im Jahre 1973 ging er wieder nach Großbritannien und verdiente seinen Lebensunterhalt in der Landwirtschaft beim Anbau von Äpfeln und in der Hopfenernte. Später hielt er  sich in Österreich auf und half in der Umgebung von Salzburg bei den saisonalen Vorbereitungen in Skisportgebieten. Noch im selben Jahr, im Dezember, sammelte er Erfahrungen bei den Arbeit in den Docks des Hafens von Eilat und fand danach eine mehrmonatige Tätigkeit in einem Kibbuz. Schließlich reiste er nach Griechenland, wo Hanekom als Hilfsmatrose auf einer privaten Jacht beschäftigt war.
Die landwirtschaftlichen Tätigkeiten in Großbritannien und Israel hatten bei ihm ein nachhaltiges Interesse geweckt. Mit seiner Rückkehr in sein Geburtsland war Hanekom bis Ende 1977 mit mehreren Gelegenheitsjobs im Agrarsektor beschäftigt. Nach dem langjährigen Auslandsaufenthalt empfand er zu den Verhältnissen in Südafrika jedoch eine starke Entfremdung. Dazu trugen auch seine Erfahrungen im Militärdienst bei. Die Jahre im Ausland zeigten ihm die Absurdität der Apartheidgesellschaft auf und ließen ihn Erfahrungen über intensive Gewerkschaftsarbeit in zahlreichen Unternehmen sammeln. Seine Einstellungen bewirkten ein solidarisches Verhältnis zu schwarzen Kollegen in seinem Arbeitsumfeld. Eine kurze Beschäftigung bei ASEA in Südafrika endete mit einer Kündigung wegen seiner Kontakte zu Schwarzen in seiner Freizeit. Zu seiner fortschreitenden Politisierung trug ebenso sein Bruder bei, der für die Progressive Party hauptamtlich tätig und als Aktivist in die Bewegung Young Christian Students eingebunden war. Nach dem Aufstand in Soweto 1976 verstärkte sich das politische Engagement von Derek Hanekom gegen die Verhältnisse im Land. Infolge der Teilnahme an einer friedlichen Demonstration von Christen vor der Polizeistation am John Vorster Square in Johannesburg kam er nach Bestimmungen des Riotous Assemblies Act (etwa: Gesetz gegen aufrührerische Versammlungen) in Haft. In den Jahren dieser politischen Betätigung lernte Hanekom seine spätere Frau Patricia Elizabeth Murray kennen, die als Organisatorin zahlreicher Aktionen tätig war und beide traten dem ANC bei.
1978 mieteten beide für ein Jahr eine Farm bei Kuils River im Western Cape. Hanekom wurde wieder in Polizeihaft genommen und wegen der Teilnahme an oppositionellen Veranstaltungen gegen die Vertreibung von Squatter aus dem Kapstädter Stadtteil Crossroads beschuldigt, im Verlauf der Untersuchungen jedoch freigelassen. Ende 1978 zog das Paar nach Transvaal auf eine Farm bei Magaliesburg. Hier heirateten sie im Jahr 1981. Von 1978 bis zu ihrer Inhaftierung im Jahre 1983 betrieben sie diese Farm für die Haltung von Jersey-Rindern und Geflügel sowie dem Anbau von Gemüse, die nach 5 Jahren wirtschaftliche Stabilität erlangte. Nach einem Besuch in Botswana 1980 begannen beide ein beidseitig der Grenze funktionierendes Kommunikationsnetzwerk unter linksorientierten Studenten und christlichen Gruppen aufzubauen. Dabei suchten sie Mitwirkende zu gewinnen, die sich für Aktivitäten gegen die Wehrpflicht im damaligen Südafrika interessierten.
Er gehörte seit 1983 zusammen mit seiner Frau Patricia „Trish“ Hanekom sowie dem Wehrdienstleistenden Roland Mark Hunter, einem Mitarbeiter im Büro des Generalstabs der Streitkräfte, einem Agentennetzwerk der Befreiungsbewegungen an. Hunter war dem Oberst Cornelius van Niekerk vom Militärgeheimdienst unterstellt; der die (Operation Mila) finanzielle Unterstützung Südafrikas von Ausbildungslagern der Renamogruppen in Mosambik und Simbabwe zum Zwecke der Destabilisierung der Regierung Machel leitete. Hunter war der Fahrer und persönliche Assistent von C. van Niekerk und lieferte über viele Monate geheime Informationen, die über die Hanekoms an Befreiungsbewegungen in Botswana weitergeleitet wurden. Darunter befanden sich Unterlagen über weitere südafrikanische Destabilisierungsaktionen in den Nachbarstaaten Angola, Lesotho und Simbabwe. Alle drei wurden festgenommen. Derek Hanekom sollte wegen Hochverrats nach dem Internal Security Act angeklagt werden, wurde aber wegen des Besitzes verbotener Unterlagen zu zwei Jahren Haft verurteilt; seine Frau zu drei Jahren und zwei Monaten. Hunter erhielt fünf Jahre Gefängnis nach section 118 des Defence Act von 1957. Im Anschluss war Hanekom als Assistent im Miniaturenpark Santarama Miniland südlich von Johannesburg sowie zwischen 1986 und 1987 als Koordinator eines Ausbildungsprojekts für Gewerkschaften tätig. Nach der Haftentlassung im November 1987 und Deportation seiner Frau nach Simbabwe, die Staatsbürgerin dieses Landes ist, folgte er ihr dorthin. Ihm wurde aus einem Fahrzeug sein Pass gestohlen. Die südafrikanischen Behörden verweigerten die Neuausstellung dieses Dokuments. In Simbabwe war er von 1988 bis 1990 als Koordinator für den Popular History Trust in Harare tätig.
Nach seiner Rückkehr nach Südafrika im Zuge der Wiederzulassung des ANC im Jahre 1990 fungierte Hanekom zwischen 1990 und 1994 als Koordinator des ANC für Landangelegenheiten und Landwirtschaft und wurde 1994 auch Mitglied des Nationalen Exekutivkomitees (NEC) des ANC. Für die Parlamentswahl 1994 stand er auf der ANC-Liste. Am 11. Mai 1994 wurde er von Präsident Nelson Mandela zum Minister für Landangelegenheiten (Minister of Land Affairs) in dessen Kabinett berufen. Nach dem Rückzug der Nationalpartei NP (Nasionale Party) aus der Regierung übernahm er im Juli 1996 von Kraai van Niekerk auch den Posten als Landwirtschaftsminister und fungierte fortan bis zum 18. Juni 1999 als Minister für Landwirtschaft und Landangelegenheiten (Minister for Agriculture and Land Affairs).
1999 wurde Hanekom für den ANC Abgeordneter in der Nationalversammlung und vertrat in dieser zunächst bis zum 21. Mai 2014 den Wahlkreis Kirkwood sowie seither den Wahlkreis Mitchells Plain. Im zweiten Kabinett von Präsident Thabo Mbeki übernahm er am 27. April 2004 den Posten des Vizeministers für Wissenschaft und Technologie und hatte diesen bis zum 3. Oktober 2012 auch im Kabinett Motlanthe sowie im ersten Kabinett Zuma inne. Am 3. Oktober 2012 ernannte ihn Präsident Jacob Zuma zum Nachfolger von Naledi Pandor zum Minister für Wissenschaft und Technologie (Minister of Science and Technology); er blieb dies bis zum 24. April 2014. Zugleich ist er seit vielen Jahren Mitglied des National Executive Committee (NEC) des ANC sowie zeitweise Vorsitzender des Nationalen Disziplinarausschusses (National Disciplinary Committee) des ANC.
Im zweiten Kabinett Zuma übernahm Hanekom daraufhin am 26. Mai 2014 das Amt als Tourismusminister (Minister of Tourism) und bekleidete dieses bis zu seiner Entlassung am 30. März 2017 durch Präsident Zuma, den er zuvor auf einer Sitzung des Nationalen Exekutivkomitees des ANC kritisiert hatte. Seine Amtsnachfolgerin wurde Tokozile Xasa. Nach seinem Ausscheiden aus der Regierung war er ab dem 23. Mai 2017 Mitglied des Ausschusses für Mittel sowie stellvertretendes Mitglied des Finanzausschusses der Nationalversammlung. Im Februar 2018 wurde er erneut als Tourismusminister eingesetzt. Bei der Bildung des Kabinetts Ramaphosa II im Mai 2019 wurde er nicht mehr berücksichtigt.
Seit April 2023 ist Hanekom Vorsitzender von South African Airways.